# باركينغسايد (محطة مترو أنفاق لندن)
باركينغسايد (بالإنجليزية: Barkingside)‏ هي إحدى محطات مترو أنفاق لندن. تقع على خط سينترال أفتتحت في المنطقة (Zone) رقم 4 أفتتحت في 1 مايو 1903، 31 مايو 1948.